# Luitgard (Falkenstein)
Luitgard von Falkenstein – auch bekannt unter dem abgewandelten Vornamen Luckarde oder Luitgardis – (* etwa 1357 auf Burg Falkenstein (Pfalz); † nach dem 28. Mai 1391) war eine Adlige aus dem Haus Falkenstein, die in die jüngere Linie des Hauses Eppstein eingeheiratet hatte. Sie war die Erbin der Herrschaften von Königstein und Münzenberg und brachte diese an das Haus Eppstein.

## Familie
Luitgard von Falkenstein war die Tochter von Philipp VI. von Falkenstein, Graf von Falkenstein-Bolanden, und dessen Frau Agnes von Falkenstein-Münzenberg.
Sie war die dritte Ehefrau Eberhards I. des Eppstein (Hochzeit nach 1376), mit dem sie folgende Kinder hatte:
- Gottfried VII. von Eppstein[1][2] (* unbekannt; † 28. Februar 1437)[2]
- Eberhard II. von Eppstein-Königstein[1][5][6] (*  ca. 1380; † zwischen dem 8. Januar 1443 und dem 13. Juli 1443)

## Leben
Nach dem Tod ihres Bruders Werner von Falkenstein (von 1388 bis 1418 als Werner III. Erzbischof und Kurfürst von Trier) fielen im Jahr 1418 große Besitztümer im Taunus und der Wetterau an dessen drei Schwestern, unter anderem an Luitgard. Die Aufteilung der Erbschaft in drei gleiche Teile erfolgte am 24. Mai 1419 in Butzbach. Im Rahmen dieser Butzbacher Teilung in das Hainer Drittel, das Licher Drittel und das Butzbacher Drittel fiel durch Los das Licher Drittel an das Haus Solms und das Butzbacher Drittel an ihre Söhne Eberhard II. von Eppstein-Königstein und Gottfried VII. von Eppstein.